# زمانی در ابدیت
زمانی در ابدیت فیلم ایرانی به کارگردانی مهدی نوروزیان و تهیه‌کنندگی نیکی کریمی محصول سال ۱۴۰۱ است. لیلا حاتمی، نوید پورفرج، بابک حمیدیان، عباس غزالی و بیتا فرهی از بازیگران این فیلم هستند.

## داستان
مریم (لیلا حاتمی) شوهرش به‌طور مرموزی ناپدید شده است و او و دختر ۱۲ ساله‌اش را در بلاتکلیفی رها کرده است. آنها امیدوارند که او زنده باشد و به خانه بازگردد اما در این میان زندگی مریم در حال پیچیده‌تر شدن است.

## بازیگران
| بازیگر         | نقش       |
| -------------- | --------- |
| لیلا حاتمی     | مریم      |
| بابک حمیدیان   | سعید      |
| نوید پورفرج    | وحید      |
| عباس غزالی     | مرد دریا  |
| بیتا فرهی      | مادر مریم |
| ترنم کرمانیان  | سایه      |
| مرجان اتفاقیان | باجیلان   |

## تولید
این فیلم در طول ۸۷ روز به‌طور کامل در ایران فیلمبرداری شده است و مکان‌های آن شامل تهران، جزیره قشم، شهر ورزنه، مازندران و منطقه کوهستانی شمال ایران که هم‌مرز با دریای خزر است، می‌شود.

## انتشار
زمانی در ابدیت قرار بود برای نخستین بار در چهل و سومین دوره جشنواره فیلم فجر اکران شود و توسط هیئت انتخاب برای حضور در این جشنواره انتخاب شد. اما با توجه به زمان تحویل نسخهٔ نهایی و قابل نمایش تمام فیلم‌ها تا تاریخ ۸ بهمن ۱۴۰۳، نسخهٔ نهایی این فیلم به دبیرخانهٔ جشنواره تحویل داده نشد و به‌دلیل اختلافات ناشی از پروانه مالکیت و طرح آن در مراجع داوری امکان نمایش در جشنواره فیلم فجر را پیدا نکرد.